# マレーシアナショナルベースボールリーグ
マレーシアナショナルベースボールリーグ（英：National Baseball League、NBL）は、2023年に創設されたマレーシア国内の野球リーグ。
2023年現在では同国唯一の野球リーグとなっている。

## 概要
2005年よりマレーシアン・オールスターリーグという野球リーグが行われていたが、中断していた。それの再開という形で2023年に始動した。
毎週土曜日と日曜日に行われている。

## 参加チーム
8チームが参加している。なお、参加チームは全てマレー半島に本拠地を置いており、ボルネオ島からのチームは参加していない。
| チーム名                         | 所在地           |
| -------------------------------- | ---------------- |
| ジョホール・タイガース           | ジョホール       |
| マラッカ・ロイヤルズ             | マラッカ         |
| ヌグリスランビン・ピアデルフィア | ピアデルフィア   |
| プトラジャヤ・ブラザース         | プトラジャヤ     |
| KL・シティボーイズ               | クアラルンプール |
| セランゴール・プライド           | セランゴール     |
| ペラ・トンバク                   | ペラ             |
| プルリス・ノーザンライオンズ     | プルリス         |

## 2023年シーズン
６月10日に開始され、7月26日に夏期シーズンが行われた。2023年ひいては初代王者はプトラジャヤ・ブラザースであった。
シーズンの上位４チームはグランドファイナルへと進出し、順位を決定する。
決勝戦はプトラジャヤとペラによって行われ、延長10回の末に5−３でプトラジャヤが勝利した。
| 年度     | １位                     | 2位            | 3位                              | 4位                              |
| -------- | ------------------------ | -------------- | -------------------------------- | -------------------------------- |
| 2023年度 | プトラジャヤ・ブラザーズ | ペラ・トンバク | クアラルンプール・シティボーイズ | ヌグリスランビン・ピアデルフィア |

## 配信
マレーシア国外からは、公式Facebookでライブ配信を視聴可能。